# Gerhard Dohr
Gerhard Dohr (* 1964 in Wien) ist ein österreichischer Szenenbildner.

## Leben
Gerhard Dohr absolvierte eine Lehre zum Kfz-Spengler und besuchte eine Höhere Technische Lehranstalt für Maschinenbau. Er arbeitete für die Wiener Festwochen, für Landesausstellungen und in der Werbung. Ab 1989 war er im Bereich Dekorationsbau bei zahlreichen Kino- und Fernsehproduktionen tätig. Sein Debüt als Szenenbildner gab Dohr gemeinsam mit Katrin Huber beim 2011 veröffentlichten Film Michael. Weitere Aufträge als Szenenbildner folgten. Bei den Verleihungen des Österreichischen Filmpreises 2014 und des Österreichischen Filmpreises 2016 war er für die Ausstattung verantwortlich.
Dohr ist Mitglied der Akademie des Österreichischen Films.

## Filmografie
Szenenbild
- 2011: Michael
- 2014: Blackout
- 2014: Risse im Beton
- 2014: Wo ich wohne. Ein Film für Ilse Aichinger
- 2014–2015: CopStories
- 2018: Womit haben wir das verdient?
- 2019: Wiener Blut
- 2020: Ein bisschen bleiben wir noch
- 2023: Wie kommen wir da wieder raus?
- 2024: Nebelkind – The End of Silence

Dekorationsbau
- 1990–1991: Wenn das die Nachbarn wüßten
- 1992: Averills Ankommen
- 1992: Benny’s Video
- 1993: Die drei Musketiere
- 1993: Das Geheimnis
- 1993: Die Rebellion
- 1994: 71 Fragmente einer Chronologie des Zufalls
- 1995: Die Ameisenstraße
- 1997: Comedian Harmonists
- 1997: Das ewige Lied
- 1997: Funny Games
- 1997: Das Schloß
- 1997: Der Unfisch
- 1998: Endlich Schluß
- 1998: Hinterholz 8
- 1998: MA 2412
- 1998: Quintett komplett
- 1998: Die rote Violine
- 1999: Untersuchung an Mädeln
- 2000: Heimkehr der Jäger
- 2000: Kaliber Deluxe
- 2000: Der Überfall
- 2000: Die Verhaftung des Johann Nepomuk Nestroy
- 2001: Entscheidung im Eis
- 2001: Die Gottesanbeterin
- 2001: Die Klavierspielerin
- 2003: MA 2412 – Die Staatsdiener
- 2003: Wolfzeit
- 2004: Die Heilerin
- 2004: Silentium
- 2004: Villa Henriette
- 2005: Caché
- 2005: Die Entscheidung
- 2005: Polly Adler – Eine Frau sieht rosa
- 2005: Shadow of the Sword – Der Henker
- 2006: Lapislazuli – im Auge des Bären
- 2006: Mord auf Rezept
- 2006: Taxidermia
- 2007: Tatort: Familiensache
- 2007: Weiße Lilien
- 2008: Ein Augenblick Freiheit
- 2008: Der Besuch der alten Dame
- 2009: Ein halbes Leben
- 2009: Das weiße Band – Eine deutsche Kindergeschichte
- 2009–2011: Schnell ermittelt
- 2010: Schatten der Erinnerung
- 2010: Vielleicht in einem anderen Leben
- 2011: Die Tänzerin – Lebe Deinen Traum
- 2013: Shirley – Visions of Reality

## Auszeichnungen
- Diagonale-Preis Filmdesign – Bestes Szenenbild, Diagonale 2012 (für Michael; mit Katrin Huber)[1]